# Sindicato dos Professores da Madeira
O Sindicato dos Professores da Madeira (SPM) é uma organização Sindical de Professores, criada, oficialmente a 12 de março de 1978, com o nome de SPZM, no Arquipélago da Madeira, sendo sua primeira diretora Isabel Sena Lino.
O sindicato foi fundado por um grupo de professores e educadores que já no tempo da ditadura, se juntavam em grupos de trabalho, com vista à criação de um sindicato.
Nessa data existiam 2500 professores na Região Os estatutos foram aprovados no Liceu Jaime Moniz, após muitas reuniões, realizadas aos sábados durante dois meses – "alguns artigos mereceram muito debate e "grandes discussões".
A 12 de março de 2018 o SPM comemorou quarenta anos. Na ocasião foi lançado o livro "Perspectiva da História da Fundação do Sindicato dos Professores da Madeira’" da autoria de Ana Freitas Vieira, assim, como uam colecção de selos comemorativa da efeméride. No âmbito das comemorações foi ainda organizada a 1ª Marcha Nacional de Professores, e um concerto da Orquestra Clássica da Madeira no Teatro Municipal Baltazar Dias.
O SPM dedica-se à formação de professores através do Centro de Formação do Sindicato dos Professores da Madeira. O SPM, na qualidade de associação profissional, submeteu-se a um processo de acreditação, no cumprimento da legislação em vigor, que culminou com a aquisição do primeiro certificado de acreditação do seu Centro a 14 de agosto de 1993, sendo o único centro de formação da região que atinge esse objetivo.
A atual direção é dirigida por Francisco Oliveira e a sua vice presidente Jackeline Vieira. A direção também é composta por outros membros, desde as últimas eleições